# Теорема Каца — Бернштейна
Теоре́ма Ка́ца — Бернште́йна є однією з перших характеризаційних теорем математичної статистики. Легко бачити, що якщо випадкові величини ξ та η незалежні та нормально розподілені, то їх сума та різниця також незалежні. Теорема Каца-Бернштейна стверджує, що незалежність суми та різниці двох незалежних випадкових величин характеризує нормальний розподіл (розподіл Ґаусса). Ця теорема була доведена незалежно польсько-американським математиком Марком Кацом та радянським математиком Сергієм Бернштейном.

## Формулювання теореми
Нехай ξ та η — незалежні випадкові величини. Якщо ξ+η та ξ-η незалежні, то ξ та η нормально розподілені (мають розподіли Ґаусса).

## Узагальнення
Узагальненням теореми Каца-Бернштейна є теорема Скитовича-Дармуа, в якій замість суми та різниці розглядаються лінійні форми від n незалежних випадкових величин.